# Конрад Курцболд
Конрад Курцболд (на немски: Konrad Kurzbold; * ок. 885 – 890; † вер. 30 юни 948) от Каролингите, е от 902 г. граф в Долен Нидерлангау около град Лимбург на Лан и привърженик на кралете и императорите Лудвиг Детето, Хайнрих I Птицелов и Ото I. Той е братовчед на крал Конрад I и основава манастир Св. Георг в Лимбург, около който се образува град Лимбург на Лан.

## Биография
Той е син на Еберхард (* ок. 858; † 902/903, убит пред Бамберг), граф в Нидерлангау 902/903, 888 граф в Ортенау, и съпругата му Вилтруд (доказана 903 – 933), дъщеря на Валахо († 936). Внук е на Удо граф в Лангау и брат на Гебхард († сл. 15 януари 947) и на Еберхард († 944).
Конрад расте вероятно в Херцогство Франкония. След смъртта на баща му през 902 г. майка му Вилтруд бяга със синовете си в територията на братята на баща му Еберхард в Долен Лан. Конрад става граф в Нидерлангау след баща му през 902 г.
През 910 г. Лудвиг Детето му дава имение с разрешението да го ползва за църква, която Конрад иска да построи на хълм Lintburk (или lintpurc).
Конрад се проявява с победа в битката при Андернах на Рейн на 2 октомври 939 г., заедно с братовчед му Удо, граф на Ветерау, против херцозите Еберхард от Франкония, братовчед на Конрад и Удо, и Гизелберт от Лотарингия, въстаниците против Ото I. Еберхард пада убит в битката, Гизелберт се удавя в Рейн при опит да избяга. За тази победа, която потушава въстанието, Ото I подарява на Конрад Курцболд едно имение за основания от него манастир Св. Георг в Лимбург.
Конрад Курцболд не се жени. Той умира през 948 г. и е погребан в основаната от него църква Св. Георг в Лимбург. Наследен е от племенника му Еберхард († 10 май 966), син на брат му Еберхард.